# Vasili Stalin
Vasili Iosifovici Stalin (în georgiană: ვასილი იოსების სტალინი, în rusă: Василий Иосифович Сталин, din 9 ianuarie 1962 — Djugașvili (ჯუღაშვილი, Джугашвили) *24 martie 1921, Moscova, RSFS Rusă — †19 martie 1962, Kazan, RASS Tătară, a fost un general-locotenent sovietic de aviație (din 1947). A fost comandantul Regiunii militare Moscova din cadrul Forțelor Aeriene Sovietice (1948—1952). Vasili a fost cel mai mic copil și al doilea fiu al liderului sovietic Iosif Vissarionovici Stalin.

## Copilăria
Vasili Stalin s-a născut pe 24 martie 1921 la Moscova ca fiu al comisarului Inspectoratului Muncitorilor și Țăranilor și al Comisariatului Poporului pentru Naționalități I. V. Stalin și al celei de-a doua soții a acestuia, Nadejda Allilueva.
Vasili a avut un frate vitreg mai mare, Iakov Djugașvili, născut în 1907, o soră mai mică, Svetlana Allilueva, născută în 1926 și un frate , Artiom Fiodorovici Sergheev, născut în 1921 și adoptat după moartea tatălui acestuia din urmă într-un accident feroviar.  Vasili și-a petrecut o bună parte a copilăriei și a mers la școală împreună Artiom, care i-a rămas apropiat pe toată durata vieții.  Ca majoritatea copiilor nomenclaturiștilor, Vasili a urmat cursurile Școlii nr. 175 din Moscova. 
Mama fraților Vasili și Svetlana, Nadejda Allilueva, s-a sinucis pe 9 noiembrie 1932. În timpul funerariilor mamei sale, copilul de 11 ani, Vasili, a încercat să își îmbărbăteze tatăl, care, conform unor martori oculari, plângea amar în timp ce pășea în urma coșciugului soției sale. Pe de altă parte, există marturii conform cărora Stalin nu ar fi participat la funeraliile Nadejdei..
După moartea soției sale, I. V. Stalin s-a mutat din apartamentul din Kremlin și s-a mutat în vila de la Zubalov. Stalin a încetat practic să își mai viziteze copii. Vasili și Svetlana au fost îngrijiți de menajera pe care familia Stalin o avusese la Moscova, Karolina Vasilievan Til. Garda personală a lui Stalin, Nikolai Sidorovici Vlasik,  și subordonații acestuia, în principal Serghei Efimov, au primit sarcina supravegherii lui Vasili. Cu timpul, pe lângă rapoartele ofițerului însărcinat cu supravegherea copiilor, lui I. V. Stalin au început să-i parvină și „rapoartele” lui Vasili, în care acesta se justifica pentru năzbâtii, sau în care-și denunța supraveghetorul. Ca elev nu s-a remarcat decât prin năzbâtiile făcute, rezultatele școlare fiind foarte modeste, (rareori reușind note de 4, în sistemul sovietic de notare de la 1 la 5).
El avea să mărturisească mai târziu: 
„De la o vârstă fragedă am rămas fără mamă și, fără să pot fi plasat sub supravegherea tatălui, am fost crescut într-un cerc de bărbați (gărzi de corp), care nu se remarcau prin moralitate sau abstinență. Aceasta și-a lăsat amprenta asupra restului vieții și caracterului meu. Am învățat de mic să fumez și să beau.”

### Perioada interbelică
La împlinirea vârstei de 17 ani, Vasili și-a exprimat dorința de a urma cursurile școlii de aviație Kacinsc, renumită în toată țara. Datorită rezultatelor la învățătură modeste, a fost nevoie de intervenția lui Lavrenti Beria pentru ca tânărul să fie admis la cursuri. 
Vasili Stalin s-a înscris în 1938 la cursurile Școlii militare de aviație Kacinski, pe care le-a absolvit în martie 1940. Dacă, la început, Vasili Stalin s-a bucurat de un regim de favoare, (avea cameră separată, lua masa la popota ofițerilor, primea săptămânal permisie), în urma intervenției personale a tatălui său a pierdut orice privilegiu. 
Conform mărturiilor profesorilor săi, Vasili a fost un elev mediocru, care nu a strălucit la studiile teoretice, dar care s-a dovedit a fi un pilot peste medie. 
După absolvirea școlii militare, el a fost încadrat în Regimentul al 16-lea de aviație de vânătoare din cadrul Brigăzii a 57-a de aviație. 
A urmat cursurile Academiei Forțelor Aeriene „profesor Jukovski” și cursuri de perfecționare pentru comandanți de escadrilă. 
Cea mai mare parte a timpului nu și-a petrecut-o în cazarmă, ci în preajma sălilor și terenurilor de sport. La un meci de hochei a cunoscut-o pe Galina Burdonskaia, care avea să-i devină soție în scurtă vreme. Cei doi aveau doar 19 ani când s-au căsătorit.

### Al doilea Război Mondial
Până în 1942, Vasili a lucrat la Marele Stat Major al Forțelor Aeriene Sovietice din Moscova ca inspector de zbor. Încă din primele zile ale Marelui Război Patriotic, Vasili a cerut permisiunea tatălui său să ia parte la luptele de pe front. 
„A fost imposibil să îl ții în spatele frontului. Omul era activ, dinamic și curajos.  El zbura perfect, tânjea să ajungă pe front, iar locul lui era în mod clar acolo. Era deranjat de poziția sa din spatele frontului și suferea datorită faptului că oamenii credeau că se ascundea în spatele tatălui său. ”—— Владимир Аллилуев. "Хроника одной семьи: Аллилуевы, Сталин"., 

În luptele de pe frontul de răsărit, Vasili Stalin a fost rănit la picior. Artiom Fiodorovici Sergheev avea să scrie în memoriile sale:
„...El a primit trei ordine Steagul Roșu . Unul dintre aceste ordine a fost acordat fără menționarea numelui de familie. 
…
Comandantul Armatei l-a văzut zburând. Era în 1941 la Mțensk. Bombardierele germane au atacat aerodromul Mțensk. Vasili a decolat la bordul unui avion neînamrat și a atras acele bombardiere în față, îndepărtându-le. Comandantul armatei a spus: „Acesta este pilotul pe care l-am decorat cu Stegul Roșu”. De îndată ce a aterizat, numele pilotului a fost aflat…”— Artiom Segheev, Ecaterina Glușik. Coversații despre Stalin (Беседы о Сталине)., 
„Vasili Stalin a comanat regimentul cu sârguință, ascultând părerile noastre, a piloților mai experimentați. Dată fiind funcția de comandant de regiment, el avea dreptul să execute misiuni de luptă În orice escadrilă, dar cel mai adeasea a ales din anumite motive escadrila mea.   În perioada februarie-martie 1943 noi am doborât zece avioane ale inamicului. Dintre acestea, cu participarea lui Vasili – trei. Trebuie subliniat că, regulamentul impunea ca primul să atace Vasili iar, după ce aceste avioane pierdeau controlul, noi le distrugeam definitiv. În conformitate cu regulile noastre de zbor, Vasili putea să le revendice ca victorii personale, dar el le-a considerat ca victorii de grup. I-am spus odată acest lucru, dar a fluturat din mână și a răspuns scurt: „Nu trebuie!…””
Începând cu  luna mai 1943, Vasili Stalin a fost numit instructor de zbor în cadrul Regimentului 193 de vânătoare. Lui i s-a interzis să mai execute misiuni de luptă. Se pare că I. V. Stalin a dorit să își protejeze cel de-al doilea fiu după ce primul său născut, Ikov Djugașvili, căzuse prizonier. În această perioadă, germanii lansaseră o adevărată vânătoare pe cer pentru doborârea lui Vasili Stalin. 
Pe 16 ianuarie 1944, Vasili Stalin a fost numit inspector de zbor pentru tehnica de pilotaj în cadrul Corpului I de gardă de aviație de vânătoare din cadrul Armatei a 3-a aeriene – Frontul I Baltic. Pe 18 mai 1944 a fost numit comandt al Diviziei a 3-a de gardă de aviație de vânătoare din cadrul Corpului I de gardă comandat de Evgheni Mihailovici Belețki. 
Divizia a 3-a de gardă a participat la luptele pentru eliberarea orașelor  Minsk, Vilnius, Lida, Hrodna, Panevėžys, Šiauliai și Jelgava. 
Generalul locotenent E. M. Belețki, comandatul Corpului  I de gardă de aviație de vânătoare, a notat pe ordinul de decorare din 1 iunie 1944
„Divizia a desfășurat în acest loc 22 de misiuni de zbor, în timpul cărora piloții au distrus 29 de avioane ale inamicului, (a pierdut 3 piloți și 5 avioane). Colonelul de gardă V. I. Stalin are o tehnică de pilotaj excelentă și iubește misiunile de zbor. El pilotează toate tipurile de avioane de vânătoare. A participat personal la zboruri. Este competent din punct de vedere tactic. Are calități bune de comandant. Este îndreptățit să primescă răsplata guvernamentală – ordinul Steagul Roșu.”

Începând cu 22 februarie 1945, Vasili Stalin a fost numit comandnt al Divizia a 61-a de vânătoare a Armatei a 6-a  aeriene din cadrul Frontului I Belarus. Diviza de sub comanda sa a luat parte la luptele pentru cucerirea Berlinuliu. În ordinul de decorare din 11 mai 1945, generalul-colonel Serghei Rudenko, comandantul Armatei a 16-a aeriene, a subliniat: 
„În timpul operțiunii ofesive asupra Berlinuliu, unitățile diviziei aflate sub comanda directă a colonelului de gardă V. I. Stalin au executat 949 de misiuni. Acestea au participat la 15 bătălii aeriene, în timpul cărora 17 avioane inamice au fost doborâte, din care în prima zi a operațiunii – 11, și a pierdut un singur echipaj. 

Personal, tovarăsul Stalin în timpul participării la luptele pe fronturile Marelui Război Patriotic, a executat  26 de misiuni de vânătoare și a doborât două avioane ale inamicului. El este demn pentru acordarea Ordinului Suvorov clasa a 2-a”.
În timpul războiului, a primit din partea tatălui mustrări și a fost retrogradat pentru diferite greșeli,  („de exemplu, în timpul războiului a organizat o partidă de pescuit cu folosirea rachetelor de aviație, în timpul căreia un inginer din regimentul său și-a pierdut un braț și unul dintre cei mai buni piloți a fost rănit și și-a pierdut pentru vecie capacitatea de zbor”), dar a fost reîncadrat. Despre el se spune că, la sfârșitul războiului a zburat în Uniunea Sovietică cu un avion plin de bunuri furate: aur, diamante, covoare, blănuri și… lenjerie fină de damă. 
În total, Vasili Stalin a executat 26 de misiuni de luptă, În timpul cărora a doborât 5  avioane ale inamicului, două victorii personale și trei de grup. Pentru faptele sale de arme, Vasili Stalin a fost decorat cu două Ordine Steagul Roșu, Ordinul Suvorov clasa a II-a și Ordinul Alexandr Nevski.

### Cariera militară în perioada postbelică
Până în 1946, el a comandat Divizia a 286-a de aviație de vânătoare, iar după acest an a devenit comandant al Diviziei I de gardă de aviație de vânătoare, care făcea parte din   Grupul Forțelor Sovietice din Germania (ГСОВГ) (al cărui stat-major se afla la Wittstock/Dosse). În 1947, Vasili Stalin a fost transferat la Moscova pe postul de adjunct al Comandantului forțelor aeriene ale Districtului Militar Moscova. Din 1948 a devenit comandantul forțelor aeriene ale Districtului Militar Moscova. 
La începutul decenliului al șaselea, a început la inițiativa lui construirea construirea unui complex sportiv și a hotelului „Sovețkaia” în rionul Lenigrad al Moscovei. De altfel, Vasili avea să locuiască în acest hotel. Apartamentul 301 îi poartă în zilele noastre numele..
Vasili Stalin a devenit un patron al sporturilor -  fondator Clubului sportiv al forțelor aeriene „VVS Moscova” (cu echipe de  fotbal, baschet și hochei pe gheață).
În calitatea sa de comandant al forțelor aeriene ale Districtului Militar Moscova, V. I. Stalin a organizat și condus cursuri de perfecționare profesională pentru piloți,  a sprijinit dezvoltarea tehnologiei în domeniul aviației, a iniția reconversia profesională a  personalului navigant și tehnic și s-a îngrijit de îmbunătățirea condițiilor de viață a subordonaților. Veteranii districtului militar își amintesc de inițiativa lui Stalin pentru construirea a 500 de case din lemn, în care s-au mutat piloții și personalul tehnic cu familiile din trei garnizoane, care locuiseră până atunci în barăci sau în camerele din cazarme. Vasili Stalin a emis un ordin prin care i-a obligat pe toți ofițerii din subordinea să participe la cursurile serale pentru completarea studiilor – minim 10 clase. Pasionat de sport, Vasili Stalin a fost ales președinte al Federației de Ecvestră a URSS. 
Tot lui Vasili Stalin se datorează și construirea unui sediu nou pentru sediul central al comandamentului Districtului Militar Moscova. Cartierul general nu funcționase până atunci în propria clădire. 
În iulie 1952, Vasili a fost îndepărtat din funcția de comandă și a fost pus la dispoziția comandatului forțelor aeriene sovietice, după ce, la încheierea mitingului aviatic de pe aeroportul Tușino, prilejuit de sărbătoarea aviației militare, s-a prezantat într-o stare avansată de ebrietate și la jignit pe mareșalul Pavel Fiodorovici Jigarev. Aceasta nu a fost decât picătura care a umplut paharul, Iosif Vissarionovici Stalin mai având să îi reproșeze fiului său și incidentul din 1 mai același an când, după încheierea paradei din Piața Roșie, două bombardiere cu reacție de ultimă generație Il-28 s-au prăbușit la aterizare datorită condițiilor meteo dificile.
În august 1952, Vasili Stalin s-a înscris la cursurile Academiei Militare a Statului Major al Forțelor Armate, dar nu a arătat niciun interes pentru studiu, absentând în mod constant de la ore. 

### După moartea lui I. V. Stalin
I. V. Stalin a murit pe 5 martie 1953. La scurtă vreme, Vasili a fost chemat la ordin de ministrul apărării al URSS, Nicolai Bulganin, care a hotărât transferul lui din Moscova la comanda unui district militar îndepărtat. Vasili nu a respectat ordinul. Ca urmare, pe 26 martie, generalul-locotenent Vasili Stalin a fost trecut în rezervă, fără dreptul să poarte uniforma militară. Răspunsul său a fost neașteptat – el s-a deplasat la ambasada Republicii Populare Chineze pentru a cere viza și permisiunea de a pleca la Beijing. În timpul vizitei la ambasadă, Vasili Stalin ar fi afirmat că tatăl lui a fost otrăvit. 
A fost arestat pe 28 aprilie 1953 după ce a participat la un banchet unde au fost prezenți și diplomați străini cărora le-ar fi destăinuit secrete de stat. El a fost acuzat de afirmații defăimătoare pentru discreditatrea liderilor Partidului Comunist. Mai mult, în timpul anchetei, el a mai fost acuzat de abuz de putere, atacuri fizice și intrigi, care ar fi dus în final la pierderi de vieți omenești. S-au efectuat percheziții la domiciliul său din Moscova. Toți apropiații săi au avut de suferit în timpul anchetei. Ancheta a fost condusă de unul dintre cei mai duri procurorisovietici, Lev Vladzimirscomu. În timpul cercetărilor nu s-au făcut presiuni asupra învinuitului, În timpul anchetei, Vasili s-a recunoscut vinovat pentru toate acuzațiile, chiar și pentru cele care erau evident neadevărate. În decembrie 1953, la scurtă vreme după încheierea anchetei, procurorul și șeful său direct, Lavrenti Beria, au fost executați prin împușcare. Ancheta efectuată cu acuzatul în stare de arest a durat doi ani și jumătate. Deși a apelat la clemența noilor conductori sovietici, Vasili Stalin a fost considerat prea periculos, Nikita Hrușciov și Gheorghi Malenkov luând hotărârea ca el să fie judecat. Pe 2 septembrie 1955, Vasili Stalin a fost judecat într-un proces cu ușile închise, fără a avea dreptul la apărare. La finalul procesului, Vasili Stalin a primit o condamnare de 8 ani de închisoare și muncă disciplinară pentru  propagandă antisovietică (articolul 58-10 al Codului penal)  și abuz în serviciu (articolul 193-17). 

Vasili a fost încarcerat la Închisoarea Centrală din Vladimir (aproximativ 160 km nord-est de Moscova). Aici a fost înregistrat cu numele Vasili Pavlovici Vasiliev. El a cerut să fie repartizat ca mecanic în secția ecomonică a închisorii. Unul dintre gardienii închisorii, Alexandr Malinin, avea să afirme peste ani că Stalin a fost un strugar priceput, care își rezliza întotdeauna sarcinile de producție. Tot el a mai amintit că strugăria ducea lipsă de scule și dispozitive, care erau greu de procurat, iar soția lui Vasili ar fi adus la închisoare mai multe lăzi grele cu freze, cuțite de strug și alte scule. În perioada în care a stat în închisoare, Vasili s-a îmbolnăvit grav și starea sa de sănătate a fost deteriorată definitiv. 
Din închisoare, Vasili Stalin a trimis scrisori mai multor lideri sovietici (Nikita Hrușciov, Kliment Voroșilov, Nikolai Bulganin și alții) cerând revizuirea cazului său.  Niciunul dintre destinatarii scrisorilor sale, foști colaboratori ai lui V. I. Stalin, nu i-au răspuns. 

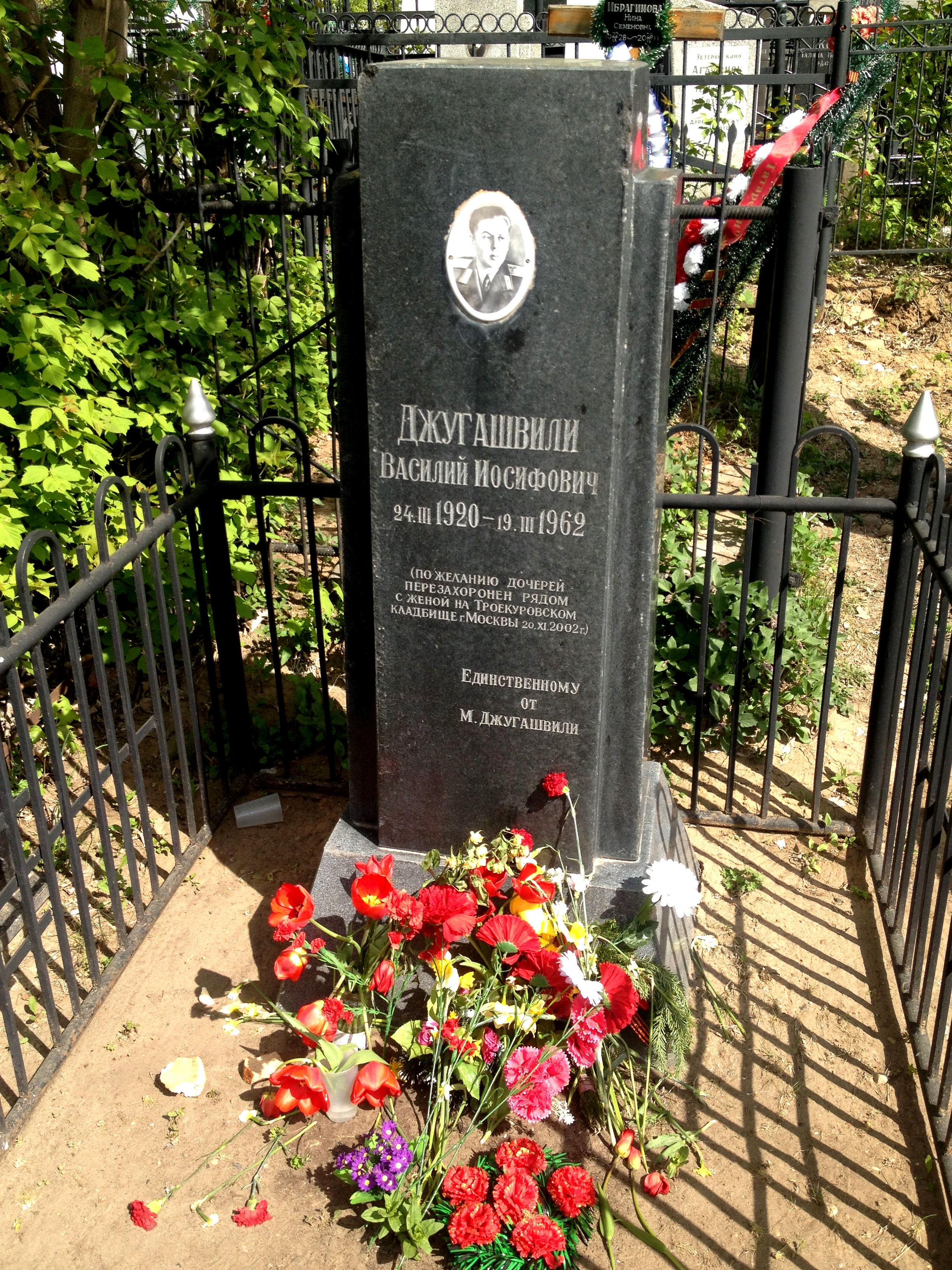
Monumentul mortuar din cimitirul Arsk (Kazan) al lui V. I. Djugașvili (Stalin)

Pe 9 ianuarie 1960, Vasili a fost eliberat înainte de termen și a fost invitat la o recepție oficială de către Hrușciov. La 21 ianuarie 1960, prin ordinul ministrului apărării al URSS, a fost moficat ordinul din 26 martie 1953,  V.I. Stalin a fost trecut în rezervă, i s-a dat o pensie, a primit permisiunea de a purta uniforma de general cu toate decorațiile, i s-a repartizat un apartament de 3 camere în Moscova, i s-a acordat o despăgubire de 30.000 de ruble și un bilet de odihnă de 3 luni în Kislovodsk. El a început și discuții pentru returnarea bunurilor proprietate personală confiscate în momentul arestării. Vasili Stalin s-a așteptat să primească și scuze oficiale, dar acest lucru nu s-a întâmplat.  În această perioadă s-a agravat pornirea lui către consumul excesiv de alcool. 
Pe 9 aprilie 1960, a fost primit în audiență la Kliment Voroșilov, căruia i-a cerut să fie reprimit în serviciul activ al armatei, sau să i se dea un loc de muncă corespunzător. Enervat că rezolvarea cererii sale întârzie, Vasili s-a dus pe 15 aprilie la consulatul Chinei și a cerut o viză pentru tratament medical. În timpul acestei vizite la ambasada RP Chineze, el ar fi făcut „declarații calomnioase antisovietice”.  În acea perioadă, relațiile dintre Uniunea Sovietică și Republica Populară Chineză erau foarte încordate. Reacția autorităților sovietice a fost foarte promptă de această dată. La 16 aprilie 1960, Vasili Stalin a fost arestat din nou de către ofițerii KGB pentru „continuarea activităților antisovietice”. A fost închis la penitenciarul Lefotovo pentru „executarea restului de pedeapsă”. 
După executarea restului de pedeapsă, el a fost eliberat pe 28 aprilie 1961. La eliberare, i s-a interzis să se reîntoarcă în Moscova sau să stabilească în Georgia, fiindu-i interzis de asemenea să mai folosească numele de familie Stalin. Pe 9 ianuarie 1962 i-a fost eliberat un nou act de identitate pe numele de Djugașvili.. A fost obligat să se mute în Kazan, capitala RASS Tătară, unde a locuit până la moarte. 
Pe 30 septembrie 1999, după ce a reexaminat toate dovezile, Procuratura militară a Federației Ruse a anulat sentința Secției militare a Curții Supreme de Justiție a URSS și a anulat  toate acuzațiile politice  la adresa lui Vasili Stalin. 
Vasili Stalin / Djugașvili a murit pe 19 martie 1962. Medicii legiști au declarat că moartea a fost provocată de abuzul de alcool. Două zile mai târziu, trupul neînsuflețit al lui Vasili a fost înmormântat în cimitirul Arsk din Kazan.Există zvonuri că în 1998, Kapitolina Vasilievna, cea de-a treia soție a lui Vasili, care a fost prezentă la înmormântare, a pus la îndoială versiunea oficială a intoxicației cu alcool și ar fi declarat că nici măcar nu a fost făcută o autopsie.
Pe 20 noiembrie 2002, rămășitele fiului lui Stalin au fost reînhumate în cimitirul Troekurovskoie din Moscova , lângă ultima sa soție, Maria  .

## Grade militare
Vasili Stalin a fost înaintat de la gradul de colonel în 1942, la cel de general-maior în 1946 și la cel de general-locotenent un an mai târziu. 
Deși Vasili Stalin a devenit unul dintre cei mai tineri generali ai Forțelor Armate Sovietice, Vitali Popov, de două ori Erou al Uniunii Sovietice, își amintea: „Tatăl a fost strict cu el, el a semnat doar a 12-a oară decretul privind conferirea gradului de general fiului său, adăugându-l personal la sfârșitul listei. Până atunci, l-a șters mereu din listă”.

## Distincții

### URSS
- Ordinul Steagul Roșu (1942)
- Ordinul Aleksandr Nevski (11.03.1943)[22]
- Ordinul Steagul Roșu (02.07.1944)[23]
- Odinul Suvorov clasa a II-a (29.05.1945)[24]
- Ordinul Steagul Roșu (22.06.1948)
- Medalia „Pentru merite în luptă” (1948 – la aniversarea a 10 ani de carieră militară)[25].
- Medalia „Pentru apărarea Moscovei”
- Medalia „Pentru apărarea Stalingradului”]]
- Medalia „Pentru victoria împotriva germaniei în Marele Război patriotic 1941-1945”
- Medalia „Pentru cucerirea Berlinului”[26]
- Medalia „Pentru eliberarea Varșoviei”
- Medalia „30 de ani ai Armatei și Flotei Sovietice”
- Medalia „Pentru comemorarea a 800-a aniversări a Moscovei”

### Decorații ale altor țări
- Ordinul „Crucea Grunwaldului” (Republica Populară Polonă) (1945)
- Medalia „Pentru Oder, Neisse Și baltica” (Republica Populară Polonă) (1945)
- Medalia „Pentru Varșovia 1939—1945» (Republica Populară Polonă) (1945)

### Citări pe ordine de zi  de către Comandamentul Suprem[27]
- Pentru cucerirea orașului Lida – un important nod de cale ferată și un bastion întărit al trupelor germane pe direcția Hrodna, 9 iunie 1944, № 133
- Pentru cucerirea orașului Jelgava – principalul nod de comunicații care lega Țările Baltice de Prusia Orientală, 31 mai 1944, № 159
- Pentru cucerirea punctelor fortificate ale germanilor de la Plungė, Mažeikiai, Telšių, Tirkšliai,  Seda, Varniai, Kelmė (la nord-vest și sud-vest de orașul Šiauliai) , 8 octombrie 1944, № 193
- Pentru cucerirea orașelor Frankfurt pe Oder, Wandlitz, Oranienburg, Birkenwerder, Hennigsdorf, Pankow, Friedrichsfelde, Karlshorst, Köpenick  și pentru luptele dibn capitala germaniei, Berlin, 23 aprilie 1945, № 339
- Pentru cucerirea orașului Berlin, centru imperialismului german și focarul agresiunii germane, 2 mai 1945, № 359

## Familia
Vasili Stalin a fost căsătorit practic de patru ori, a avut patru copii ai săi, la care s-au adăugat copii pe care soțiile sale îi aveau din căsătoriile precedente și pe care Vasili i-a adoptat.
- Prima soție — Galina Alexadrovna Burdonskaia (1921—1990), fiica unui inginer auto de la garajele Kremlinuliu (după unele surse – ofițer Ceka), strănepoata unui ofițer francez căzut prizonier în timpul războielor napoleoniene. Căsătoria a fost încheiată în 1940. Cei doi s-au despărțit în 1944, dar nu a fost pronunțat niciodată un divorț official. 
  - Fiu — Alexandr Burdonki, (1941), regizor de teatru, artist al poporului al RSFS Rusă.
  - Fiică — Nadejda Stalina (1943—1999). A studiat la școala-studio МХАТ cu Oleg Efremov. A fost exmatriculată „pentru incompentență”. Nadejda a afirmat că a fost de fapt vorba de „prudența politică” a rectorului Veniamin  Radomislenski. A trăit o bună perioadă de timp în orăsul Gori (orașul natal al lui Iosif Vissarionovici Stalin), după care s-a mutat în Moscova.  În 1966 s-a căsătorit cu Alexandr Fadeev, fiul adoptiv al lui Alexandr Alexandrovici Fadeev. 
    - Nepoată — Anastasia Stalina (1977)[28].
- A doua soție — Ecaterina Semionovna Timoșenko (1923—1988), fiica mareșalului Semion Timoșenko. Căsătoria a fost încheiată în 1946, iar divorțul a fost pronunțat în 1949.
  - Fiu — Vasili Stalin (1949—1972). Student al Facultății de drept din Tbilisi, a murit în urma unei supradoze de droguri.
  - Fiică — Svetlana (1947—1989).
- A treia soție — Kapitolina Gheorghievna Vasilieva (1918—2006[31][32]), sportivă (înotătoare), campioană a URSS.  Căsătoria a fost încheiată în 1949, iar divorțul a fost pronunțat în 1953.[33]. Fiica din prima căsătorie a Kapitolinei, Lina, a fost adoptată de Vasili Stalin și a purtat de aceea numele de familie „Djugașvili” [34].
- A patra soție — Maria Ignatievna Nusberg (născută Șevarghina) (1930—2002), asistentă medicală. Căsătoria a fost încheiată pe 9 ianuarie 1962. După căsătorie, Maria a luat numele de familie Djugașvili. Fiicele Mariei din prima căsătorie, Liudmila și Tatiana au fost adoptate de Vasili. Ele au păstrat și după căsătorie numele de familie Djugașvili.

## Personajul Vasili Stalin în filme
- 1991 — «Cel mai bun prieten al meu, generalul Vasili, fiul lui Iosif», în rolul lui Vasili Stalin actorul Vladimir Steclov.
- 1992— «Stalin»,  în rolul lui Vasili Stalin actorul Stanislav Strelkov.
- 2004 — «Epopeea moscovită», în rolul lui Vasili Stalin actorul Serghei Bezrukov.
- 2004 — «Hoțiși prostituate. Prețul este zborul în spațiu», în rolul lui Vasili Stalin actorul Evgheni Krainov.
- 2005 — «Grădina Alexandru», în rolul lui Vasili Stalin actorul Adrei Gusev.
- 2005 — «Epoca stelei», în rolul lui Vasili Stalin actorul Ilia Drevnov.
- 2006 — «Stalin. Live», în rolul lui Vasili Stalin, actorul Pavel  Vaștilin.
- 2008 — «Vânarea lui Beria», în rolul lui Vasili Stalin, actorul Andrei Gusev.
- 2009 — «Wolf Messing: clarvăzătotul», în rolul lui Vasili Stalin, actorul Gheorghi Teslia-Gherasimov.
- 2012 — «Jocurile de hochei», în rolul lui Vasili Stalin, actorul Alexandr Pecenin.
- 2012 — «MUR (Departamentul de Cercetări Penale din Moscova)», în rolul lui Vasili Stalin, actorul Andrei Gusev.
- 2013 — «Fiul Părinteluli popoarului», în rolul lui Vasili Stalin, actorul Ghela Meshi.
- 2013 — «Italianca», în rolul lui Vasili Stalin, actorul Pavel Derevianko.

## Filme documentare
- «Василий Сталин. Взлёт». pe YouTube
- «Василий Сталин. Падение». pe YouTube

## În literatură
- Полянский В. «10 лет с Василием Сталиным» (10 ani cu Vasili Stalin). Т.: Викант, 1995. 156 с., ISBN 5-9008-8601-8.
- Зенкович Н. А. «Тайны ушедшего века. Лжесвидетельства. Фальсификации. Компромат (Secrete ale secolului trecut. Sperjur. Falsificări. Dovezi compromițătoare) ». М.: Олма-Пресс, 2004. 672 с. 3000 экз., ISBN 5-224-04540-1
- Сергеев, Артём, Глушик, Екатерина  « Беседы о Сталине (Conversații despre Stalin)», în seria Сталин: Первоисточники. М.: Крымский мост-9Д, 2006. 192 с., ISBN 5-89747-067-7
- Сергеев, Артём, Глушик, Екатерина  « Как жил, работал и воспитывал детей И. В. Сталин. Свидетельства очевидца (Cum au trăit, muncit și crescyt copii lui I. V. Stalin. Marturii oculare)», în seria Сталин: Первоисточники. М.: Крымский мост-9Д, НТЦ "Форум", 2011. 288 с., ISBN 978-5-89747-062-4
- Аллилуев В. С. «Хроника одной семьи: Аллилуевы-Сталин (Cronica unei familii: Aliluev-Stalin)». М.: "Молодая гвардия", 2002. 338 с. 5000 экз., ISBN 5-235-02245-9
- Соколов Б. В. «Василий Сталин. Сын отца народов (Vasili Stalin. Fiul Părintelui poporului) ». М.: АСТ-ПРЕСС КНИГА, 2004. 368 с.: 8 л. ил. — (Историческое расследование). 7000 экз., ISBN 5-462-00126-6
- Сухомлинов А. В. «Василий, сын вождя (Vasili, fiul liderului)». — М.: Коллекция «Совершенно секретно», 2001. — 416 с., 24 л. ил. на вкл. 5000 экз., ISBN 5-89048-089-8
- Смыслов О. С. «Василий Сталин. Заложник имени (Vasili Stalin. Ostaticul unui nume)». — М.: Вече, 2003. — 464 с., илл. (16 с.) (Досье без ретуши). 7000 экз., ISBN 5-94538-329-5
- Грибанов С. В. «Царевич Сталин (Țareviciul Stalin)». М.: Гиндукуш, 1992. 32 с., Серия «Тайны Кремлёвского двора», вып. 1. 100 000 экз., ISBN 5-85850-005-6
- Володарский Э. Я. «Василий Сталин, сын вождя Vasili, fiul liderului)». М.: ПРОЗАиК, 2012. — 320 с. 5000 экз., ISBN 978-5-91631-173-0.
- Кеворков В. «Исповедь перед казнью (Confesiuni înaintea execuției)». М.: Совершенно секретно, 2006. — 255 с. 2000 экз., ISBN 5-89048-159-2.
- Микоян С. А. Мы — дети войны (Noi suntem copii războiului) Arhivat în 24 iulie 2019, la Wayback Machine.. — М.: Яуза, Эксмо, 2006, ISBN 5-699-18874-6.
- Капитолина Васильева «Сын за отца не в ответе (Fiul tatălui nu este răspunsul)». Беседа с женой Василия Сталина (interviu cu soția lui Vasili Stalin, Kapitolina)//беседовал Сергей Рыков[35]

## Resurse internet
- Biografia Kapitolinei Vasilieva, ultima soție a lui Vasili Stalin pe www.ussr-swimming.ru
- Vasili Stalin pe pagina de internet «Aviatori ai celui de-al Doilea Război Mondial».
- Vasili Stalin pe pagina de internet «Șoimii roșii».
- Киевский телеграф. «Она не бросила сына вождя (Ea nu s-a lepădat de fiul liderului)». Arhivat în 7 aprilie 2020, la Wayback Machine.
- За что сгноили сына Отца народов? История уголовного дела Василия Сталина. (Pentru ce a fost închis diul Părintelui poporului? Istoria cauzei penale a lui Vasili Stalin «Совершенно секретно» (№ 6, 1998)
- Секретный узник. Письма и показания заключённого В. И. Сталина (Prizonierul secret. Scrisorile și mărturiile condamnatului V. I. Stalin) . Arhivat în 4 martie 2016, la Wayback Machine.